# Tyranneau de Parker
Phylloscartes parkeri
Ne doit pas être confondu avec Tyranneau de Becker.
Espèce
Statut de conservation UICN

 LC  : Préoccupation mineure
Le Tyranneau de Parker (Phylloscartes parkeri), aussi appelé Tyranneau à face cannelle,  est une espèce de passereau de la famille des Tyrannidae,.

## Distribution
Cet oiseau vit dans les contreforts des Andes du centre et du sud-est du Pérou et des régions adjacentes du nord de la Bolivie,,.

## Systématique
Cette espèce est monotypique selon la classification de référence du Congrès ornithologique international (version 9.1, 2019).